# Йосіф де Гумілья
Йосіф де Гумілья (Joseph Gumilla, 3 травня 1686 —16 липня 1750) — іспанський місіонер-чернець, єзуїт, письменник, натураліст, мандрівник у віцекоролівстві Нова Гранада.

## Життєпис
Походив з родини ідальго. Народився в 1686 році в містечку Карсер неподалік Валенсії (Іспанія). У 1702 році увійшов до єзуїтського новіціату й тоді ж перебрався до Нової Гранади. У 1704 році вступив до ордену єзуїтів. У 1705 році переїздить до Боготи, де в Університеті Хаверіана вивчав богослов'я та філософію. У 1714–1715 роках як ченець мешкав у м. Тунха. У 1716 році розпочинає місіонерську діяльність. Водночас він вивчав природну історію цих міст, мандруючи річкою Оріноко. До 1731 році перебував в льяносі біля Оріноко та грилі річки Мета. Вивчав індіанські мови (карибів, хірара, отамака, чибча-бетой — з однієї групи з мовою чибча-муїска) та філософію.
У 1731 році призначається директором коледжу в Картахені. У 1732 році започаткував розведення кавових дерев в Венесуелі. Надалі їх експортували до Бразилії. У 1738 році призначається віцепровінціал у Новій Гранаді. Того ж року повертається до Європи, де стає прокуратором в Римі, а потім з 1741 року — в Мадриді. У 1743 році знову перебирається до Нової Гранади. У 1744 році повертається до місіонерської діяльності. Раптово помер 16 липня 1750 року в льяносі Венесуели.

## Творчість
Найбільш значущою працею є «Оріноко. Ілюстрована історія природи, населення, географія цієї великої ріки та її могутні схили. Правителі і звичаї індіанців. Нові та корисні нотатки про тварин, дерева, фрукти, масла, смоли і лікарські корені» (1741 рік, Мадрид), що багато разів надалі перевидавалася. У 1745 році видав друге, доповнене видання. При підготовці цієї роботи користувався насамперед власним досвідом та зібраними фактами, а також іншими працями, зокрема Алонсо де Самори.
Є важливим джерелом з традицій, побуту, рибальства і мисливства, вождеств індіанців уздовж річки Оріноко. Одним з першим представив ґрунтовну роботу з флори та фауни провінції Венесуела віцекоролівства Нова Гранада, насамперед льяноса. Водночас зробив низку важливих внесків щодо розуміння географії Оріноко.